# Vil·la romana de Centcelles
La vil·la romana de Centcelles comprèn les restes d'una antiga vil·la rural del segle i aC, de la qual es conserva fonamentalment l'àrea termal i un magnífic mausoleu del segle iv, l'element sens dubte més important del conjunt. Està ubicada en l'actual terme municipal de Constantí, a 6 quilòmetres de Tarragona, molt a prop del riu Francolí. És un dels monuments romans conservats més importants dels Països Catalans i de la península Ibèrica, principalment pels seus mosaics. El lloc fou ocupat per una gran vil·la de l'alt imperi, completament refeta durant el segle iv dC; a aquesta segona fase pertanyen unes termes romanes. L'edifici fou aprofitat durant l'època medieval com a capella dedicada a sant Bartomeu i després com a casa de pagès fins al 1958.
La importància de l'edifici rau en una de les estances principals de la vil·la, espai que durant molt anys s'ha pensat que fou habilitat, a mitjan segle iv, com a mausoleu. La cúpula té un revestiment de mosaic amb escenes de cacera, representacions de l'Antic i del Nou Testament, de les quatre estacions i de personatges entronitzats. Una nova interpretació cronològica i funcional per a l'edifici tardoromà de Centcelles proposa situar la construcció al voltant de l'any 420 dC i relacionar-lo amb el praetorium del comes Hispaniarum Asterius i el seu exèrcit a Tàrraco durant la preparació d'una important campanya militar contra els bàrbars que ocupaven gran part de la península Ibèrica. És, en conjunt, un monument clau de l'arquitectura paleocristiana. Durant els primers mesos del 2012, va estar tancat per manca de personal. L'edifici és una obra declarada Bé Cultural d'Interès Nacional.

## Descripció

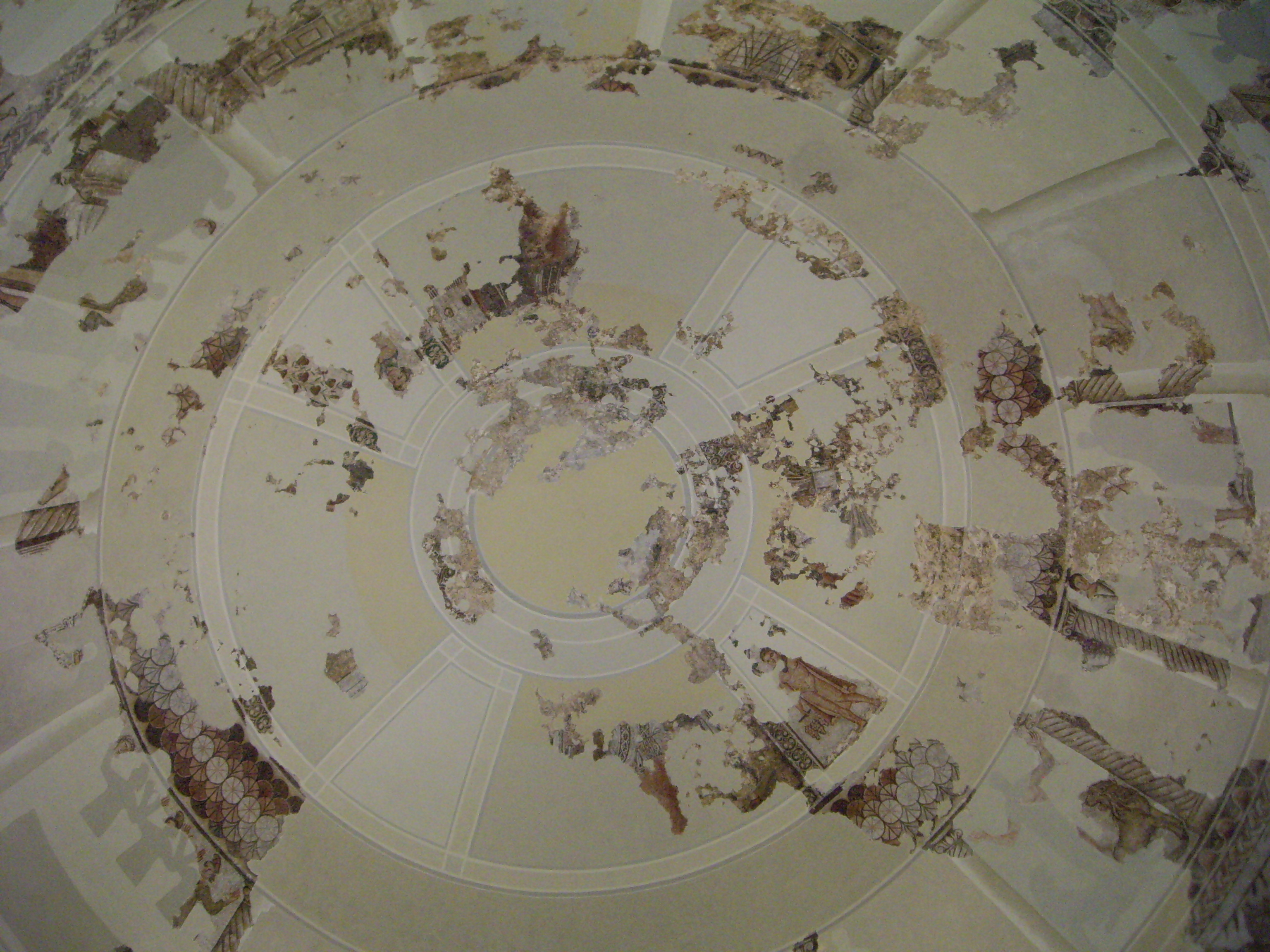
Vista de la cúpula decorada amb mosaics

L'edifici que actualment es mostra correspon, fonamentalment, al cos principal d'una gran vil·la construïda en un moment encara incert del segle iv. Aquest cos, orientat E-O, és de planta rectangular i mesura més de 90 metres de façana. L'extrem occidental està ocupat per dos petits conjunts de banys, un d'aquests (banys meridionals) perpendicular al cos principal. Tot i les diferències quant a dimensions, l'estructura hi és similar: uns espais escalfats (caldaria i tepidaria) a través d'un forn i un sistema de doble paviment (hypocaustum) i uns ambients freds (frigidaria). Les sales es complementen amb banyeres i piscines d'aigua calenta o freda, segons correspongui. Els dos conjunts de banys s'articulen a partir d'un pati interior envoltat d'estances. L'extrem oriental, més deteriorat, inclou un àmbit absidat, una gran estança de planta quadrangular (reconvertida en bassa en època moderna) i part de la façana posterior amb dues de les finestres conservades. Dos murs en sentit N-S indiquen l'existència d'un cos perpendicular. Es perfila, doncs, un edifici en tres cossos —un cos principal orientat est-oest i dos de perpendiculars en els extrems— disposats al voltant d'un gran jardí.
La part central del cos principal està ocupada per dues grans sales. La primera d'aquestes, accessible des de l'exterior, és una sala de planta circular amb quatre fornícules amb la coberta de volta conservada i restes de la decoració de mosaic policrom de la cúpula. Les parets, exceptuant les semicúpules de les fornícules (en mosaic), anirien estucades i pintades, com mostren els escassos fragments preservats a l'alçada de les finestres que il·luminen l'estança des del nord i des del sud (grup de cases, bust d'una dona jove, antílops i una sèrie de motius geomètrics). El mosaic de la cúpula està ordenat en tres franges horitzontals coronades per un medalló zenital: en el fris inferior, es reprodueix una cacera en la qual destaca el grup de caçadors situats sobre la finestra enfront de la porta d'accés, la representació d'una gran vil·la romana sobre la finestra oposada i diverses escenes relacionades amb la pràctica de la cacera (transport i preparació dels paranys, assetjament dels cérvols per part dels caçadors, etc); en el fris intermedi, es representen setze escenes de l'Antic i del Nou Testaments, separades per columnes, mentre que, en el fris superior, la representació de les quatre estacions de l'any alterna amb altres quatre escenes en què figura un personatge luxosament abillat assegut en una càtedra o tron, acompanyat per diverses persones. La composició acaba amb un medalló central, del qual només es conserva un grup de petits caps. En el centre de la sala de la cúpula, es localitza una cripta subterrània i una subcripta de difícil interpretació. Una porta en el mur oest permet accedir a una sala quadrilobulada que conserva part de l'arrencament de la coberta, però no restes de la decoració original.
Tot i que només ens ha arribat una mínima part dels mosaics, la part conservada mostra una gran qualitat artística i tècnica i permet d'imaginar la magnificència del mausoleu en el moment de la construcció. Per sota de la cúpula decorada amb mosaic, s'han conservat també restes de pintura, que harmonitzen compositivament amb el conjunt. No obstant això, encara és incert com se les han d'interpretar. A partir, fonamentalment, de l'estudi dels personatges entronitzats del fris intermedi, alguns investigadors han proposat que es tracta d'una vil·la inacabada que va esdevenir el mausoleu imperial de Constant, assassinat l'any 350 dC. Segons d'altres, que posen en qüestió el caràcter funerari de l'edifici, la vil·la estaria relacionada amb membres de la jerarquia eclesiàstica (bisbe?) o de l'alta aristocràcia.

## Història

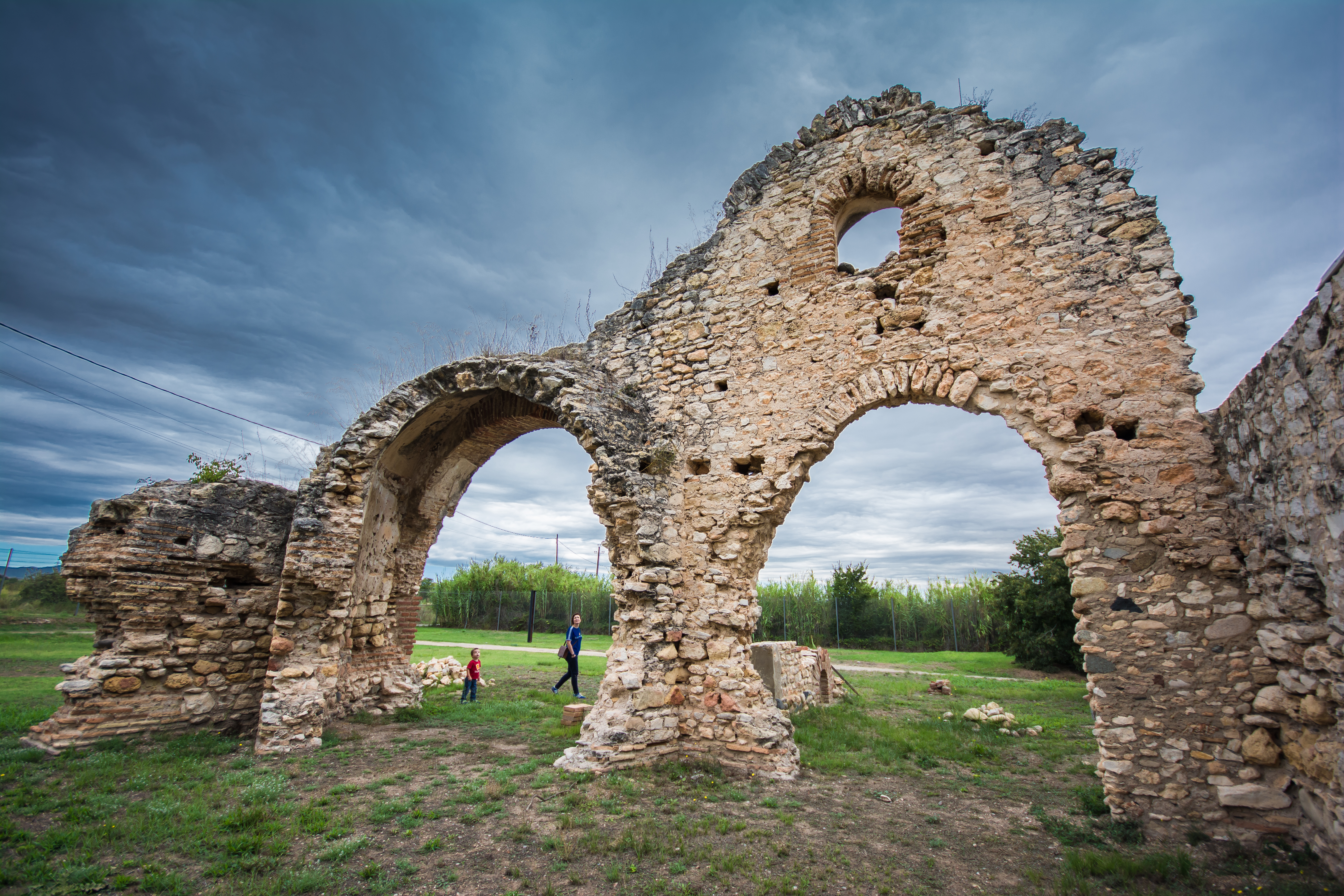
Arcs del tepidarium de la vil·la romana de Centcelles

Amb la instal·lació d'una base militar romana a la vora d'un poblat ibèric situat a la desembocadura del riu Francolí (Kesse?), l'any 218 aC, es va iniciar un llarg procés d'ocupació i vertebració del territori estretament lligat a la formació i desenvolupament de la ciutat de Tàrraco (capital de la Hispània Citerior). Després d'una primera etapa marcada per l'adaptació dels establiments rurals al nou marc polític sorgeixen, a partir del segle i aC, les vil·les, un tipus d'edificació d'origen itàlic destinada, principalment, a l'explotació agrícola del territori.
A partir d'època altoimperial, les vil·les de l'ager tarraconense van experimentar un gran desenvolupament arquitectònic que posa de manifest la importància que adquireix la funció residencial. La vil·la, sense deixar de ser en la majoria dels casos el centre d'una activitat productiva, incorpora els refinaments propis de la vida urbana en un entorn rural propici a les activitats de lleure que distingien les capes més altes de la societat romana (passejar, gaudir del paisatge, caçar, rebre i conversar amb els amics, etc.). Amb alts i baixos, aquesta dualitat de funcions (producció i lleure) es manté, transformada, fins als darrers moments de l'antiguitat clàssica.
El marge dret de la desembocadura del riu Francolí —en contrast amb l'altra banda— és una zona planera, ben comunicada i molt apta per a l'explotació dels recursos agrícoles. Les evidències arqueològiques més antigues documentades a Centcelles, a uns cinc quilòmetres de Tàrraco, corresponen als segles ii-i aC, tot i que, per la seva escassetat, no permeten conèixer amb precisió el tipus d'assentament amb què estarien relacionades. Entre els segles i i ii dC, es construeix una vil·la de la qual només coneixem part del sector destinat a l'emmagatzematge (dolia) de productes agrícoles. L'edifici va patir reformes en el segle iii. A principis del segle iv, es produí una remodelació de gran importància a la vil·la, amb l'erecció del mausoleu. En època medieval, el mausoleu fou utilitzat com a capella, dedicada a sant Bartomeu, i posteriorment com a casa de pagès, funció que conservà fins al 1958. Després va ser abandonat. Per problemes de conservació i tractament, les restes corresponents a aquesta vil·la altoimperial no són actualment visibles.

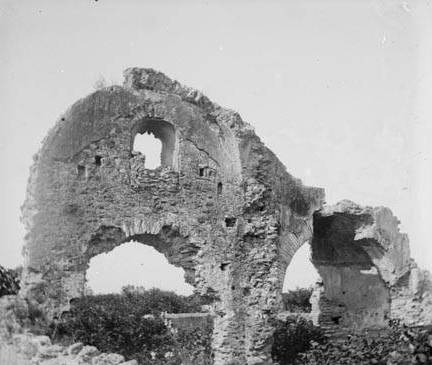
Ruines de la vil·la romana de Centcelles el 1906-1908

La primera referència a les restes romanes de Centcelles es deu a Lluís Ponç d'Icard (1572), però els mosaics no foren descoberts, de manera accidental, fins al 1877. Diferents autors, com Gallissà, Gudiol i sobretot Domènech i Montaner, en feren els primers estudis entre 1901 i 1909, i desmentiren que es tractés d'un baptisteri. Les investigacions posteriors de Junyent, Batlle i especialment Camprubí demostraren que es tractava d'un mausoleu. Finalment, el 1959 un equip de l'Institut Arqueològic Alemany emprengué els treballs d'investigació i restauració del conjunt. La grandesa i sumptuositat decorativa d'aquest monument funerari, del tot inusual en el món occidental romà, feu suposar a l'arqueòleg alemany H. Schlunk que podria haver estat el sepulcre de l'emperador Constant, fill de l'emperador Constantí, mort a Elna l'any 350.
L'any 1993, el Museu Nacional Arqueològic de Tarragona va dedicar a Centcelles la primera de les exposicions de la sèrie «Monuments a l'abast», quan tot just s'acabaven d'inaugurar els treballs de restauració i museïtzació portats a terme per la Generalitat de Catalunya i que van permetre impulsar nous programes per potenciar la posada en valor de Centcelles per al conjunt de la societat. El 2016 la consideració de Centcelles com a Patrimoni Mundial i les noves propostes d'interpretació sobre la seva funcionalitat i cronologia —la darrera, la presentada per Josep Anton Remolà, conservador del MNAT, i Meritxell Pérez, col·laboradora del MNAT— van replantejar una nova mirada a Centcelles, per això el museu va organitzar l'exposició temporal «Re-descobrint Centcelles». Articulada en quatre àmbits —Centcelles, un patrimoni excepcional / Centcelles,un enigma per resoldre / Centcelles, Patrimoni Mundial, patrimoni de tots / Centcelles... reconstruint la seva imatge—, l'exposició aplega i presenta per primera vegada, entre d'altres, un conjunt excepcional de documents i materials generats pels investigadors i estudiosos que han passat per Centcelles al llarg dels anys. Entre d'altres el conjunt de dibuixos realitzats per Lluís Domènech i Montaner i els seus alumnes de l'escola Superior d'Arquitectura de Barcelona, a inicis del segle xx; o una selecció de la imprescindible i exhaustiva documentació generada pels responsables i col·laboradors de l'Institut Arqueològic Alemany de Madrid des dels anys 50 del segle passat, en el meritori procés d'estudi i recuperació del monument.
El 2024 el MNAT i l'Institut Arqueològic Alemany (DAI) van signar un conveni de col·laboració per tal d’avançar en la recerca i la promoció de l’arqueologia, especialment en el cas del conjunt romà de Centcelles.